# Ralf Sotscheck

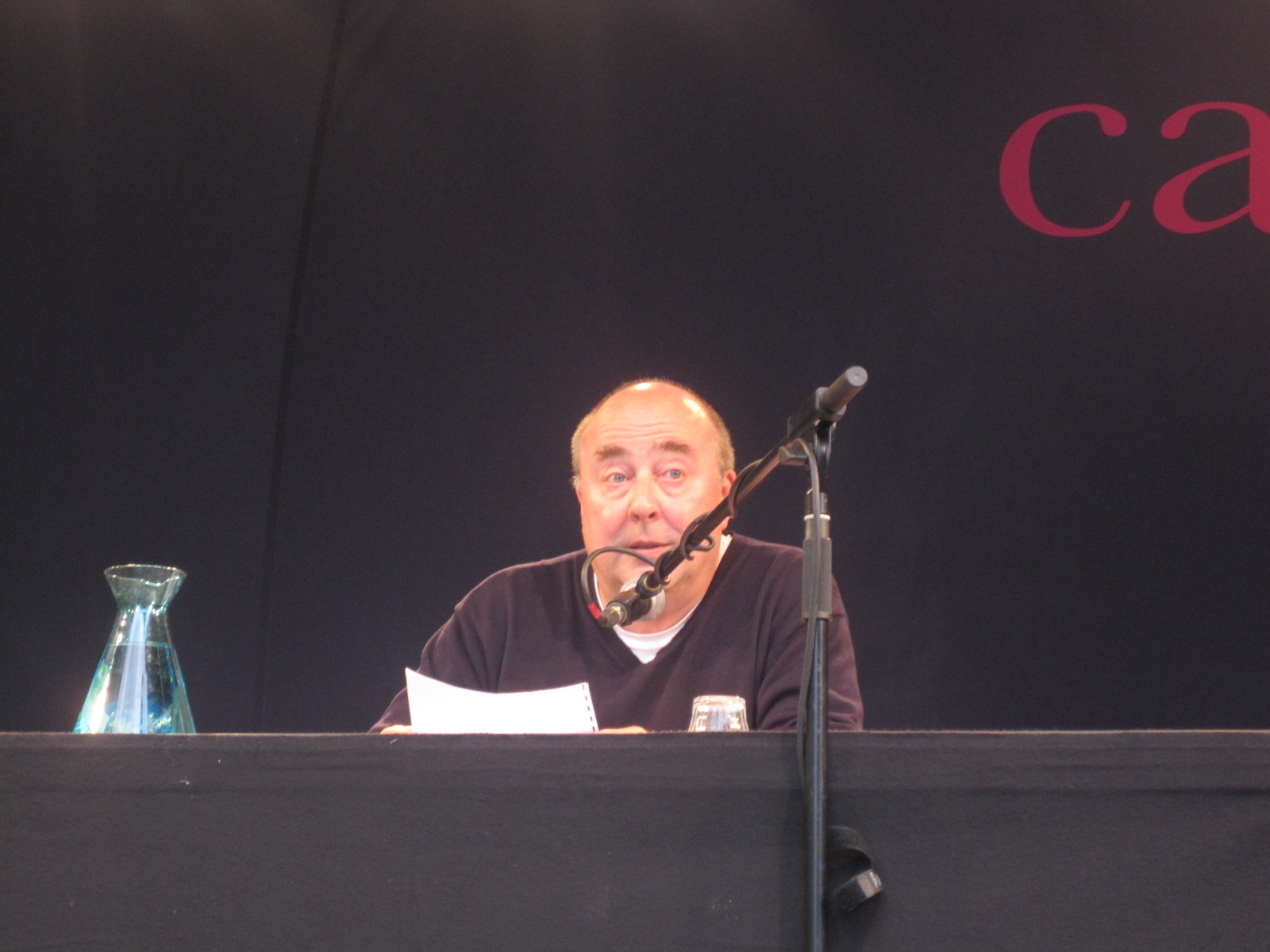
Ralf Sotscheck, Museumsuferfest 2012

Ralf Sotscheck (* 1954 in Berlin-Lankwitz) ist ein deutsch-irischer Journalist und Autor.

## Leben
Der mit einer Irin verheiratete Sotscheck hat an der FU Berlin ein Studium der Wirtschaftspädagogik abgeschlossen. Seit 1985 ist er Auslandskorrespondent für Irland und das Vereinigte Königreich der taz. Dort veröffentlicht er auch seit 1991 eine montägliche Kolumne. Darüber hinaus schreibt er regelmäßig für andere Zeitungen sowie Zeitschriften und arbeitet auch für deutsche Radio- und Fernsehsender. Sotscheck lebt an der irischen Westküste im County Clare, in Dublin und in Berlin.
Im ebenfalls in der taz erscheinenden Comicstrip Touché von Thomas Körner (TOM) wurde der Charakter Onkel Ralf, der vergeblich mit dem Rauchen aufhören will, von der Freundschaft mit Ralf Sotscheck inspiriert.
Sotscheck ist Mitglied bei ver.di. Er war Mitglied im PEN-Zentrum Deutschland, ist aber nach der Mitgliederversammlung im Mai 2022 in Gotha ausgetreten. Er gehörte am 10. Juni 2022 zu den Gründungsmitgliedern des PEN Berlin.

## Werk
Sotscheck ist Verfasser zahlreicher Bücher über Irland und das Vereinigtes Königreich. Seine satirischen Kolumnen sind in rund zehn Sammelbänden erschienen. Er geht regelmäßig auf Lesereise in Deutschland.

### Bücher (Auswahl)
- 1988: Irland - Eine Bibliographie selbständiger deutschsprachiger Publikationen vom 16. Jahrhundert bis 1989. (mit Jürgen Schneider). Verlag der Georg Büchner Verlagshandlung, Darmstadt, ISBN 3-925376-32-1.
- 1996: Gebrauchsanweisung für Irland. Piper Verlag, München, ISBN 3-492-04986-9.
- 1999: Saint Patrick in der Bingohalle - Irische Einblicke. Picus Verlag Wien, ISBN 3-85452-718-7.
- 1999: Christstollen mit Guinness: Eine deutsch-irische Bescherung. (mit Carola Rönneburg). Ullstein Berlin ISBN 978-3-548-35937-3.
- 1999–2002: Mitherausgeber des Irland Almanach im Unrast Verlag, Münster (Hans-Christian Oeser, Jörg W. Rademacher, Jürge4n Schneider, Dietrich Schulze-Marmeling, später: Gabriele Haefs)
- 2000: Der keltische Tiger. Edition Nautilus, ISBN 3-89401-353-2.
- 2002: In Schlucken-zwei-Spechte. Harry Rowohlt erzählt Ralf Sotscheck sein Leben von der Wiege bis zur Biege. Edition Tiamat, ISBN 3-89320-053-3.
- 2008: Nichts gegen Engländer: Psychogramm eines merkwürdigen Volkes. Klaus Bittermann, Berlin, ISBN 3-89320-121-1.
- 2013: Dublin. Eine Stadt in Biographien. Merian Porträts, München, ISBN 978-3-8342-1363-1.
- 2014: Türzwerge schlägt man nicht. Edition Tiamat, ISBN 978-3-89320-190-7.
- 2016: Mein Irland. Mare Verlag, ISBN 978-3-86648-227-2.
- 2016: Lesereise Irland: Grüner Fels in wilden Zeiten. Picus Verlag Wien, ISBN 978-3-7117-1067-3.
- 2017: Zocken mit Jesus: Irische Zeichen und Wunder. Edition Tiamat, ISBN 978-3-89320-216-4.
- 2018: mit Hans-Christian Oeser: Reiseführer Irland: Der kleine Irland Verführer. Bruckmann Verlag, ISBN 978-3-7343-1072-0.